# Kraśniewo (województwo pomorskie)
Kraśniewo – wieś w Polsce położona w województwie pomorskim, w powiecie malborskim, w gminie Malbork na obszarze Wielkich Żuław Malborskich. Na wschód od Kraśniewa na Nogacie znajduje się śluza Szonowo.
W latach 1975–1998 miejscowość administracyjnie należała do województwa elbląskiego.
Inne miejscowości o nazwie Kraśniewo: Kraśniewo